# César Troncoso
César Troncoso (Montevideo, 5 de abril de 1963) es un actor de cine, teatro y televisión uruguayo. Con una larga trayectoria tanto en su país como en Argentina y Brasil, es ampliamente considerado uno de los mejores actores latinoamericanos de las últimas décadas.

## Carrera
Comenzó a estudiar teatro en la década de 1980 con más de veinte años, junto a Alberto Restuccia en la compañía Teatro Uno de Montevideo, mientras trabajaba como administrativo en un estudio contable. Aún como estudiante, formó un dúo cómico con el actor Roberto Suárez. Desde que se graduó, ha trabajado casi sin interrupción en más de 40 obras.
De gran versatilidad para interpretar diferentes papeles, se hizo conocido en el ambiente teatral y realizó algunos papeles para televisión, entre ellos, la serie Charly en el aire (2009-10), de Montecarlo y Adicciones (2011), de Teledoce.
En 2003 protagonizó la película El viaje hacia el mar y en 2007 participó en Matar a todos. Ese mismo año se estrenó la película El baño del Papa, con la que obtuvo reconocimiento internacional y fue aclamado por la crítica. Por ese protagónico obtuvo numerosos premios internacionales. Desde entonces emprendió una carrera cinematográfica sin precedentes para un actor de su país. Le siguieron Mal día para pescar, Infancia Clandestina (junto a Natalia Oreiro), Paisito, XXY, El cuarto de Leo, Norberto apenas tarde, Anina, Zanahoria, Otra historia del mundo, La noche de 12 años, Mi mundial, Ojos de madera, entre otras.
En 2010 hizo su salto a Brasil, donde empezó a actuar en telenovelas y películas como Hoy,  Circular, A oeste do fim do mundo, Faroeste Caboclo y en la serie de televisión Flor do Caribe, con la que alcanzó gran popularidad en dicho país. Mientras tanto siguió actuando en teatro, con obras destacadas, tanto en su país como en Argentina y Brasil.
También ha trabajado para numerosas series producidas por plataformas, como El hipnotizador (HBO), Iosi, el espía arrepentido (Amazon), o El eternauta (Netflix).
A lo largo de su carrera, ha obtenido varios premios, entre ellos, tres Premio Florencio, por sus actuaciones en teatro, dos premios Platino, dos premios Iris, además de varias premiaciones en los festivales de Cannes, San Sebastián, Gramado, Miami y Toronto. En 2020, el Festival de Cine de Gramado lo distinguió como figura latinoamericana, otorgándole el Kikito de Cristal en reconocimiento a su carrera.

## Filmografía

### Cine
| Año  | Título                                                        | Título                                        | Personaje      | Director                                                                           | Notas        |
| ---- | ------------------------------------------------------------- | --------------------------------------------- | -------------- | ---------------------------------------------------------------------------------- | ------------ |
| 2002 | Bandera de Uruguay                                            | Perro perdido                                 |                | Daniel Hendler y Arauco Hernández Holz                                             | Cortometraje |
| 2003 | Bandera de Uruguay                                            | El viaje hacia el mar                         | El desconocido | Guillermo Casanova                                                                 |              |
| 2007 | Bandera de Uruguay                                            | Matar a todos                                 | Iván           | Esteban Schroeder                                                                  |              |
| 2007 | Bandera de Argentina                                          | XXY                                           | Washington     | Lucía Puenzo                                                                       |              |
| 2007 | Bandera de Uruguay                                            | El baño del Papa                              | Beto           | César Charlone y Enrique Fernández                                                 |              |
| 2008 | Bandera de Uruguay                                            | Matrioshka                                    | Empleado       | Germán Tejeira y Julián Goyoaga                                                    | Cortometraje |
| 2008 | Bandera de Uruguay · Bandera de España                        | Paisito                                       | Raúl           | Ana Diez                                                                           |              |
| 2009 | Bandera de Uruguay · Bandera de España                        | Mal día para pescar                           | Heber          | Álvaro Brechner                                                                    |              |
| 2009 | Bandera de Brasil                                             | Em teu nome                                   | Leo            | Paulo Nascimento                                                                   |              |
| 2009 | Bandera de Uruguay                                            | El cuarto de Leo                              | Eduardo        | Enrique Buchichio                                                                  |              |
| 2010 | Bandera de Uruguay · Bandera de Argentina                     | Norberto apenas tarde                         |                | Daniel Hendler                                                                     |              |
| 2010 | Bandera de Uruguay                                            | Hasta que salga el sol                        |                | Matías Ventura y Santiago Ventura                                                  | Cortometraje |
| 2011 | Bandera de Argentina · Bandera de España · Bandera de Brasil  | Infancia Clandestina                          | Horacio        | Benjamín Ávila                                                                     |              |
| 2011 | Bandera de Brasil                                             | Hoy                                           | Luiz           | Tata Amaral                                                                        |              |
| 2011 | Bandera de Brasil                                             | Circular                                      |                | Fábio Allon, Bruno de Oliveira, Adriano Esturilho, Diego Florentino y Aly Muritiba |              |
| 2013 | Bandera de Brasil                                             | Faroeste Caboclo                              | Pablo          | René Sampaio                                                                       |              |
| 2014 | Bandera de Uruguay                                            | El manual del macho alfa                      | Voz en off     | Guillermo Klotezer                                                                 |              |
| 2014 | Bandera de Uruguay                                            | Zanahoria                                     | Walter         | Enrique Buchichio                                                                  |              |
| 2016 | Bandera de Uruguay                                            | El candidato                                  |                | Daniel Hendler                                                                     |              |
| 2016 | Bandera de Uruguay                                            | Las toninas van al este                       | Mario          | Verónica Perrotta y Gonzalo Delgado                                                |              |
| 2016 | Bandera de Brasil                                             | El vendedor de sueños                         | Mellon Lincoln | Jayme Monjardim                                                                    |              |
| 2017 | Bandera de Uruguay · Bandera de Argentina                     | El sereno                                     |                | Juacko Mauad y Oscar Estévez                                                       |              |
| 2017 | Bandera de Uruguay · Bandera de Argentina · Bandera de Brasil | Mi mundial                                    | Francisco      | Carlos Morelli                                                                     |              |
| 2017 | Bandera de Uruguay                                            | Ojos de madera                                |                | Roberto Suárez                                                                     |              |
| 2017 | Bandera de Uruguay · Bandera de Brasil · Bandera de Argentina | Otra historia del mundo                       | Gregorio Esnal | Guillermo Casanova                                                                 |              |
| 2017 | Bandera de Uruguay · Bandera de Argentina                     | El pampero                                    | Mario          | Matías Lucchesi                                                                    |              |
| 2017 | Bandera de Brasil                                             | A Superfície da Sombra                        |                | Paulo Nascimento                                                                   |              |
| 2018 | Bandera de Uruguay · Bandera de Argentina                     | La noche de 12 años                           | Sargento       | Álvaro Brechner                                                                    |              |
| 2018 | Bandera de Uruguay                                            | Todos detrás de Momo                          |                | Carlos Tanco, Pablo Stoll                                                          |              |
| 2018 | Bandera de Brasil                                             | Siempre juntos                                | Alan           | Gustavo Pizzi                                                                      |              |
| 2019 | Bandera de Argentina                                          | 36 horas                                      |                | Néstor Mazzini                                                                     |              |
| 2019 | Bandera de Uruguay                                            | De pescador mentiroso (Todos tenemos un poco) | Renan          | Diego Nieto                                                                        | Cortometraje |
| 2021 | Bandera de Uruguay                                            | La teoría de los vidrios rotos                |                | Diego Fernández                                                                    |              |
| 2021 | Bandera de Uruguay                                            | Mateína                                       |                | Joaquín Peñagaricano y Pablo Abdala                                                |              |
| 2021 | Bandera de México                                             | Oliverio y la piscina                         |                | Arcadi Palerm                                                                      |              |
| 2022 | Bandera de Bolivia                                            | El visitante                                  |                | Martín Boulocq                                                                     |              |
| 2022 | Bandera de Argentina                                          | Cuando oscurece                               |                | Néstor Mazzini                                                                     |              |
| 2023 | Bandera de Uruguay                                            | Milonga                                       |                | Laura González                                                                     |              |
| 2023 | Bandera de Uruguay                                            | Luz de obra                                   |                | Germán Tejeira                                                                     |              |
| 2023 | Bandera de Argentina                                          | Los terrenos                                  |                | Verónica Chen                                                                      |              |
| 2025 | Bandera de Uruguay                                            | Cuando yo existía                             |                | Martín Avdolov y Alejandro Damiani                                                 |              |
| 2025 | Bandera de Argentina · Bandera de Uruguay                     | La mujer del río                              | Pedro          | Néstor Mazzini                                                                     |              |

### Televisión
| Año       | Título                                                        | Título                     | Personaje              | Canal                   | Notas      |
| --------- | ------------------------------------------------------------- | -------------------------- | ---------------------- | ----------------------- | ---------- |
| 2009      | Bandera de Uruguay                                            | Charly en el aire          | Pastor                 | Monte Carlo TV          | Serie      |
| 2011      | Bandera de Uruguay                                            | Adicciones                 | Padre Miguel / Antonio | Teledoce                | Serie      |
| 2013      | Bandera de Brasil                                             | Flor do Caribe             | Don Rafael             | Rede Globo              | Telenovela |
| 2015      | Bandera de Uruguay · Bandera de Brasil · Bandera de Argentina | El hipnotizador            | Salinero               | HBO                     | Serie      |
| 2017      | Bandera de Uruguay · Bandera de Brasil · Bandera de Argentina | Supermax                   | Cholo Bernaza          | Rede Globo / TV Pública | Serie      |
| 2018-2021 | Bandera de Brasil                                             | Impuros                    | Neves                  | Star+                   | Serie      |
| 2021      | Bandera de Argentina                                          | Entre hombres              | Comisario Diana        | HBO                     | Miniserie  |
| 2022-2024 | Bandera de Argentina · Bandera de Uruguay                     | Iosi, el espía arrepentido | Castaño                | Prime Video             | Serie      |
| 2023      | Bandera de Argentina                                          | Diciembre 2001             | Eduardo Duhalde        | Star+                   | Miniserie  |
| 2025      | Bandera de Argentina                                          | El Eternauta               | Alfredo «Tano» Favalli | Netflix                 | Miniserie  |

### Teatro
| Año  | Título             | Título | Personaje | Lugar                   | Notas      |
| ---- | ------------------ | ------ | --------- | ----------------------- | ---------- |
| 2009 | Bandera de Uruguay | Gorda  | Dani      | Sala Teatro MovieCenter | Adaptación |

## Multimedia
| Año  | Título             | Título            | Tipo    | Rol      |
| ---- | ------------------ | ----------------- | ------- | -------- |
| 2022 | Bandera de Uruguay | Frente al Asesino | Podcast | Narrador |